# 裴惠昭
裴惠昭（5世纪？—480年8月15日），河东闻喜（今山西省运城市闻喜县）人，齐武帝萧赜的正妻，追尊武穆皇后。
祖父裴朴之，给事中。父亲裴玑之，左军参军。裴惠昭生萧长懋（458年）、萧子良（460年）。
裴惠昭与萧嶷的妻子庾氏为妯娌，庾氏勤于女工，奉事公婆萧道成、劉智容夫妇恭谨不倦。裴惠昭不能及，性情又严厉，故不为公婆看重。萧赜也不喜欢她，做赣县令时曾经因吵闹将她送走。他们年幼的次子萧子良见状非常不乐，萧赜问：“汝何不读书？”萧子良曰：“娘今何处？何用读书？”萧赜被孩子感动，又把妻子召了回来。萧子良妻袁氏布衣时和她有矛盾，裴惠昭加以训罚。
升明三年（479年），为齐世子妃。建元元年（479年），南齐建立，为皇太子妃。当时裴惠昭需要外戚的谱牒，她的族人裴顗不给，于是和裴惠昭分开属籍。建元二年七月戊午（480年8月15日）去世。谥号穆妃，葬於休安陵。灵牌升祔太庙，与婆婆昭皇后刘智容同室，在中国历史上开太子妃升祔太庙之先河。世祖萧赜即位，追尊武穆皇后。

## 延伸阅读
[在维基数据编辑]
 《南齊書·卷20》，出自萧子显《南齊書》
 《南史·卷11》，出自李延壽《南史》